# Vertrag von Moskau (1921)

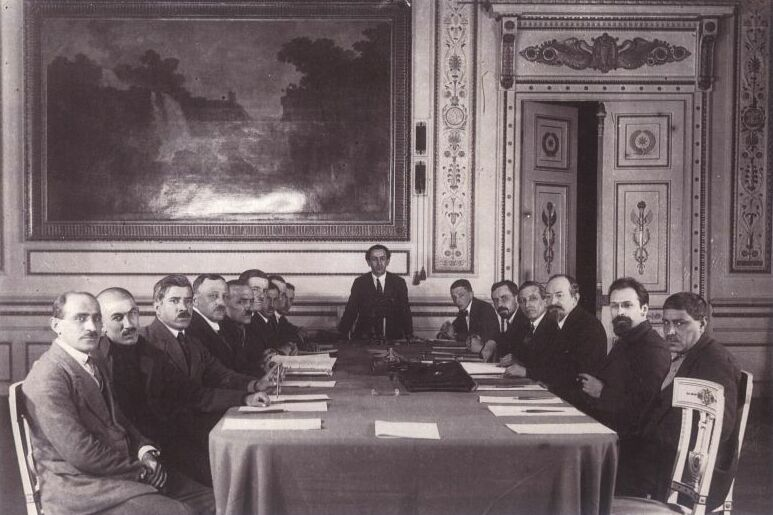
Die Unterzeichner des Vertrages: Rıza Nur, Yusuf Kemal Tengirşenk, Ali Fuat Cebesoy, Georgi Wassiljewitsch Tschitscherin, Dschalaladin Korkmazow

Der Vertrag von Moskau (türkisch Türkiye – Sovyet Rusya Dostluk ve Kardeşlik Antlaşması, russisch Московский Договор Меҗду Россией и Турцией) ist ein Friedens- und Freundschaftsabkommen, das am 16. März 1921 von Sowjetrussland und der türkischen nationalen Regierung unterschrieben wurde. In ihm verzichtete die Sowjetregierung auf Kars, Ardahan und einige weitere Grenzbezirke an der kaukasischen Grenze, die Georgische SSR erhielt Batumi.

## Hintergrund
Schon ein Jahr vorher reisten im August 1920 Delegierte des türkischen Parlamentes aus Ankara unter Leitung von Bekir Sami Kunduh nach Moskau, um auf der Grundlage des Friedensvertrags von Brest-Litowsk einige offene Fragen zu klären. Am Ende scheiterte das Zustandekommen eines Vertrages daran, dass Sowjetrussland einige türkisch beanspruchte Gebiete im Kaukasus als Teil Armeniens forderte.
Im Zuge des Türkisch-Armenischen Krieges konnte General Kâzım Karabekir im September 1920 die ehemals osmanischen Regionen um Kars, Ardahan, Artvin, Batumi und Iğdır von den Armeniern erobern. Im Anschluss wurde mit dem Vertrag von Alexandropol die Kaukasusgrenze der Türkei definiert. Atatürk wollte eine Zustimmung der Sowjets zu diesem Vertrag und entsandte Ali Fuat Cebesoy am 14. Dezember 1920 als Botschafter nach Moskau. Die Sowjetregierung ihrerseits schickten Budu Mdiwani, den Bruder Tschitscherins, nach Ankara. Die sich entwickelnden sowjetisch-türkischen Beziehungen wurden von zwei Problemen beeinflusst. Enver Pascha, der ehemalige osmanische Kriegsminister, befand sich in Moskau und die Aserbaidschaner hatten 1918 in Baku die Demokratische Republik Aserbaidschan ausgerufen. Mit den Siegen der Türken gegen die Armenier in Ostanatolien und gegen die Griechen in Westanatolien etablierte sich Atatürk allerdings als alleiniger Verhandlungspartner für die Sowjets.

## Vertrag
Es ist der erste international ratifizierte Vertrag eines Staates mit der Widerstandsbewegung von Mustafa Kemal Atatürk aus Ankara. Diese hatte sich nach der Niederlage des Osmanischen Reiches im Ersten Weltkrieg als Opposition gegen die alliierten Besatzer und die Sultansregierung gebildet.
Der ausgehandelte Vertrag umfasste 16 Paragrafen und drei zusätzliche Abschnitte. Wichtige Punkte waren:
- Die Türkei gibt den Anspruch auf die Hafenstadt Batumi auf. Auf Handelsgüter aus Batumi soll kein türkischer Zoll erhoben werden (Artikel 2)
- Die Region Nachitschewan wird als autonomes Territorium Teil von Aserbaidschan (Artikel 3)
- Verträge zwischen den Vorgängerregierungen werden nichtig (Artikel 6)
- Aufbau und Weiterentwicklung der Kommunikations- und Transportwege zwischen beiden Partner (Artikel 9)
- Austausch von Kriegsgefangenen des Ersten Weltkrieges (Artikel 13)
- Der Abschluss weiterer Verträge über eine politische und wirtschaftliche Zusammenarbeit (Artikel 14)
- Sowjetrussland wird dafür sorgen, dass die unter russischer Kontrolle stehenden Staaten im Kaukasus (Georgien, Armenien und Aserbaidschan) bei zukünftigen Abkommen mit der Türkei die Bestimmungen dieses Vertrages als bindend ansehen werden (Artikel 15)

In den zusätzlichen Abschnitten wurde unter anderem der Grenzverlauf der Türkei im Kaukasus definiert. Im Gegenzug für den Verzicht der Türkei auf Batumi erhielt sie von Moskau Gold und Waffen. Der Transport des Goldes und der Waffen wurden durch General Halil Kut in Batumi abgewickelt.
Der Vertrag wurde auf türkischer Seite von Ali Fuat Cebesoy, Rıza Nur und Yusuf Kemal Tengirşenk, auf der russischen Seite vom Volkskommissar des Äußeren Georgi Wassiljewitsch Tschitscherin und dem Mitglied des Zentralkomitees Dschalaladin Korkmazow unterzeichnet.